# Ross (альбом, 1983)
Ross — тринадцатый студийный альбом американской певицы Дайаны Росс, выпущенный в 1983 году на лейбле RCA Records в США, в Европе за выпуск был ответственен Capitol Records. Продюсерами записи стали Гэри Кац, Дайана Росс и Рей Паркер. Альбом получил смешанные отзывы критиков, продажи альбома в США превысили отметку в 250 000 копий.

## Список композиций
| №  | Название                    | Автор(ы)                                 | Длительность |
| -- | --------------------------- | ---------------------------------------- | ------------ |
| 1. | «That’s How You Start Over» | Эд Сэнфорд, Майкл Макдональд             | 4:12         |
| 2. | «Love Will Make It Right»   | Дональд Фейген                           | 4:46         |
| 3. | «You Do It»                 | Дебора Аллен, Эдди Струзик, Рэйф Ван Хой | 4:32         |
| 4. | «Pieces of Ice»             | Джон Чапек, Марк Джордан                 | 4:58         |

| №  | Название             | Автор(ы)                            | Длительность |
| -- | -------------------- | ----------------------------------- | ------------ |
| 5. | «Let’s Go Up»        | Франн Голд, Питерс Айверс           | 4:06         |
| 6. | «Love or Loneliness» | Рей Паркер (младший)                | 4:18         |
| 7. | «Up Front»           | Рей Паркер (младший)                | 4:00         |
| 8. | «Girls»              | Билл Рэй, Марк Джордан, Дайана Росс | 4:03         |

| №   | Название                                                    | Длительность |
| --- | ----------------------------------------------------------- | ------------ |
| 9.  | «Pieces of Ice» (7" Mix)                                    | 4:08         |
| 10. | «Pieces of Ice» (12" Mix)                                   | 7:16         |
| 11. | «Pieces of Ice» (12" Instrumental)                          | 7:16         |
| 12. | «Up Front» (7" Radio Mix)                                   | 3:41         |
| 13. | «Up Front» (Special Club Mix)                               | 7:00         |
| 14. | «Up Front» (12" Mix)                                        | 5:44         |
| 15. | «Up Front» (Tony Swain And Steve Jolley European 12" Remix) | 5:43         |
| 16. | «Let's Go Up» (7" Mix)                                      | 3:14         |

## Чарты
| Чарт (1983)                            | Высшая позиция |
| -------------------------------------- | -------------- |
| Австралия (Kent Music Report)          | 59             |
| Великобритания (UK Albums Chart)       | 44             |
| Великобритания (UK Albums Chart)       | 44             |
| Нидерланды (Album Top 100)             | 27             |
| США (Billboard 200)                    | 32             |
| США (Billboard Top R&B/Hip-Hop Albums) | 14             |
| Финляндия (Suomen virallinen lista)    | 16             |
| Швеция (Sverigetopplistan)             | 7              |